# Blasterjaxx
Blasterjaxx is een Nederlands dj- en producerduo, bestaande uit Thom Jongkind en Idir Makhlaf.

## Geschiedenis
Thom Jongkind werkte aanvankelijk onder de naam Scalix. Midden 2010 startte hij met Leon Vielvoije een deejay-duo onder de naam Blasterjaxx. Deze samenwerking stopte al snel en sinds 2012 werkt hij onder de naam Blasterjaxx samen met Idir Makhlaf, die voorheen de naam Macosta gebruikte.
In 2012 brachten zij op het label Mixmash Records van Laidback Luke de Reborn EP uit in samenwerking met D-Rashid, met de nummers "Reborn" en "Where We Go". In 2013 produceerden zij Loud & Proud met Billy The Kit, waarop Tiësto het nummer uitbracht op zijn label Musical Freedom. Blasterjaxx remixte de Tiësto-hits "Adagio for Strings" en "Love Comes Again", en werkte met hem samen bij een remix van "United", de officiële song van het Ultra Music Festival. Zij werken daarnaast samen met Dimitri Vegas & Like Mike, David Guetta, Hardwell, Afrojack, Nicky Romero, Quintino, Ibranovski en anderen.
De single "Faith" was in 2013 een hit in Nederland en in 2014 in Zweden. Daarop brachten zij een coproductie uit met Hardwell, die het nummer "Fifteen" remixte. Tevens brachten zij in samenwerking met Badd Dimes de single Titan uit. In 2015 gingen ze een relatie aan met Electric Family om een armbandje te produceren waarvan de opbrengst geheel ten goede zou komen aan de stichting 20x20x20.
Blasterjaxx doet ruim 250 optredens per jaar, waarvan 90% in het buitenland, onder andere tijdens het Amsterdam Music Festival, het Antwerpse Summerfestival, het Lief Festival aan de Recreatieplas Strijkviertel, het Sziget-festival in Boedapest. In verband met ziekte en paniekaanvallen toert Makhlaf sinds december 2015 niet meer. Jongkind verzorgt vanaf dat moment nog de live-optredens, en Makhlaf neemt de meeste studiotaken op zich.
In 2016 startte Blasterjaxx een eigen platenlabel, Maxximize Records (een sub-label van Spinnin' Records). Zij doen artiestenmanagement voor talenten, en Jongkind is ook deejay op het Nederlandse commerciële radiostation SLAM!.

## Discografie
Blasterjaxx heeft meer dan zeshonderd tracks gemaakt.

### Ep's
| Titel                       | Datum van verschijnen | Label                 | Opmerkingen  |
| --------------------------- | --------------------- | --------------------- | ------------ |
| Get Down / Dealer           | 2010                  | Dutch Star Records    |              |
| Reborn                      | 2012                  | Mixmash Records       | met D-Rashid |
| Koala                       | 2013                  | Ones To Watch Records |              |
| XX Files                    | 2017                  | Maxximize Records     |              |
| XX Files (Festival edition) | 2017                  | Maxximize Records     |              |
| Perspective                 | 2019                  | Maxximize Records     |              |
| IV                          | 2020                  | Maxximize Records     |              |

### Singles
| Titel                                      | Datum van verschijnen | Label                  | Opmerkingen                   |
| ------------------------------------------ | --------------------- | ---------------------- | ----------------------------- |
| La Vaca                                    | 2010                  | First Class Music      |                               |
| Kingston                                   | 2010                  | First Class Music      | met Royal Flavour             |
| Bambu                                      | 2010                  | Squeeze Music          | met Chaosz                    |
| Afrika                                     | 2010                  | Dutch Only! Recordings | met Retrick Abigail           |
| Like Thiz                                  | 2010                  | Squeeze Music          |                               |
| Escucha                                    | 2011                  | Dirty Dutch Music      | met Carlos Barbosa            |
| Blossom                                    | 2011                  | First Class Music      |                               |
| Dopenez Anthem                             | 2011                  | First Class Music      |                               |
| Devotion                                   | 2012                  | First Class Music      |                               |
| Toca Flute                                 | 2012                  | Moganga                | met Carlos Barbosa            |
| Congo Longo                                | 2012                  | Moganga                | met Carlos Barbosa            |
| Bomberjack                                 | 2012                  | First Class Music      |                               |
| FaYa                                       | 2012                  | First Class Music      |                               |
| Bermuda                                    | 2013                  | Peak Hour Music        |                               |
| Rock Like This                             | 2013                  | Smash The House        | met Dave Till                 |
| Loud & Proud                               | 2013                  | Musical Freedom        | met Billy The Kit             |
| Puzzle                                     | 2013                  | Doorn Records          | met Quintino                  |
| Faith                                      | 2013                  | Powerhouse Music       |                               |
| Fifteen (Hardwell edit)                    | 2013                  | Revealed Recordings    |                               |
| That Big                                   | 2013                  | Spinnin' Records       | met Yves V                    |
| Our Soldiers                               | 2013                  | Gratis download        |                               |
| Mystica                                    | 2014                  | Revealed Recordings    |                               |
| Titan                                      | 2014                  | Spinnin' Records       | met Badd Dimes                |
| Mystica (Werewolf)                         | 2014                  | Revealed Recordings    |                               |
| Astronaut                                  | 2014                  | Doorn Records          | met Ibranovski                |
| Snake                                      | 2014                  | Dim Mak Records        |                               |
| Echo                                       | 2014                  | Protocol Recordings    |                               |
| Rocket                                     | 2014                  | Revealed Recordings    | met W&W                       |
| Legend Comes To Life                       | 2014                  | Mixmash Records        |                               |
| Vision                                     | 2014                  | Gratis download        |                               |
| Gravity                                    | 2014                  | Spinnin' Records       |                               |
| Lucky Number 13                            | 2014                  | Gratis download        |                               |
| You Found Me                               | 2014                  | Spinnin' Records       | met Courtney Jenaé            |
| Beautiful World                            | 2015                  | Revealed Recordings    | met DBSTF                     |
| No Place Like Home                         | 2015                  | Ultra Music            | met Rosette                   |
| Push Play                                  | 2015                  | Gratis download        | met Justin Prime              |
| Beautiful World (D-Block & S-te-Fan Remix) | 2015                  | Revealed Recordings    | met DBSTF, Ryder              |
| Forever                                    | 2015                  | Dim Mak Records        | met Courtney Jenaé            |
| Bowser                                     | 2015                  | Revealed Recordings    | met W&W                       |
| Ghost In The Machine                       | 2015                  | Spinnin' Records       | met MOTi, Jonathan Mendelsohn |
| Heartbreak                                 | 2015                  | Maxximize Records      |                               |
| Parnassia                                  | 2016                  | Maxximize Records      | met DBSTF                     |
| Soldier                                    | 2016                  | Maxximize Records      | met Breathe Carolina          |
| The Silmarillia                            | 2016                  | Maxximize Records      |                               |
| Mad Hatter                                 | 2016                  | Gratis download        |                               |
| Hit Me                                     | 2016                  | Maxximize Records      | met DBSTF, Go Comet!          |
| Asteroid                                   | 2016                  | Apple Music            | met Olly James                |
| Going Crazy                                | 2016                  | Revealed Recordings    | met Hardwell                  |
| Big Bird                                   | 2016                  | Maxximize Records      |                               |
| Insanity                                   | 2016                  | Gratis download        | met Dimitri Vegas & Like Mike |
| Heart Starts To Beat                       | 2016                  | Maxximize Records      | met Marnik                    |
| No Sleep                                   | 2016                  | Maxximize Records      |                               |
| Collide                                    | 2017                  | Maxximize Records      | met David Spekter             |
| More                                       | 2017                  | Maxximize Records      | met Mister Blonde             |
| Black Rose                                 | 2017                  | Maxximize Records      | met Jonathan Mendelsohn       |
| Savage                                     | 2017                  | Maxximize Records      |                               |
| Malefic                                    | 2017                  | Maxximize Records      |                               |
| IHNI                                       | 2017                  | Maxximize Records      |                               |
| Temple                                     | 2017                  | Maxximize Records      |                               |
| All I Ever Wanted                          | 2017                  | Maxximize Records      | met Tom Swoon                 |
| Bizarre                                    | 2017                  | Maxximize Records      | met UHRE                      |
| Narco                                      | 2017                  | Maxximize Records      | met Timmy Trumpet             |
| Follow                                     | 2017                  | Maxximize Records      |                               |
| Phoenix                                    | 2018                  | Maxximize Records      | met Olly James                |
| 1 Second                                   | 2018                  | Maxximize Records      |                               |
| Rio                                        | 2018                  | Maxximize Records      |                               |
| Switch                                     | 2018                  | Maxximize Records      | met Bassjackers               |
| Bigroom Never Dies                         | 2018                  | Revealed Recordings    | met Hardwell                  |
| Super Friends                              | 2019                  | Maxximize Records      | met Jack Wilby                |
| Children Of Today                          | 2019                  | Maxximize Records      |                               |
| Let The Music Take Control                 | 2019                  | Armada Music           | met W&W                       |
| Never Be Lonely                            | 2019                  | Maxximize Records      | met Envy Monroe               |
| Wonderful Together                         | 2019                  | Maxximize Records      | met Envy Monroe               |
| Hide Away                                  | 2019                  | Maxximize Records      | met Envy Monroe               |
| Music Is Our Religion                      | 2019                  | Maxximize Records      |                               |
| Blackout                                   | 2019                  | Maxximize Records      |                               |
| Monster                                    | 2019                  | Maxximize Records      | met Junior Funke              |
| Life Is Music                              | 2019                  | Maxximize Records      | met Olly James                |
| MTHRFCKR                                   | 2020                  | Maxximize Records      |                               |
| Party All Week                             | 2020                  | Maxximize Records      | met JAMEZ                     |
| Alive                                      | 2020                  | Maxximize Records      | met ASCO, Norah B             |
| Phantasia                                  | 2020                  | Maxximize Records      |                               |
| Tarzan                                     | 2020                  | Armada Music           | met Armin van Buuren          |
| One More Smile                             | 2020                  | Maxximize Records      | met Shiah Maisel              |
| Legion                                     | 2020                  | Maxximize Records      |                               |
| Rescue Me                                  | 2020                  | Maxximize Records      | met Amanda Collis             |
| Wild Ride                                  | 2020                  | Maxximize Records      | met Henao                     |
| Zurna                                      | 2020                  | Maxximize Records      | met Zafrir                    |
| Bodytalk (STFU)                            | 2020                  | Maxximize Records      | met Raven & Kreyn             |
| Golden                                     | 2021                  | Maxximize Records      | met Gabry Ponte, RIELL        |
| Symphony                                   | 2021                  | Maxximize Records      | met Jebroer                   |
| Here Without You                           | 2021                  | Maxximize Records      | met Dr Phunk                  |

## Ranglijst DJ Mag
|         | 2013 | 2014 | 2015 | 2016 | 2017 |
| ------- | ---- | ---- | ---- | ---- | ---- |
| Positie | 71   | 13   | 19   | 43   | 36   |

## Kritieken
Op de website van de vakbeurs Dancefair  staat over Blasterjaxx onder meer het volgende:
In the space of just a few years, Blasterjaxx have ascended the journey from relatively unknown producers to heroes of the current scene in astounding fashion. With a none-more-energetic sound that’s packed to the brim with huge riffs, enormous builds, killer drops and infectious melody, they have time and time again proved themselves to be amongst the most exciting producers and DJs in the EDM scene. Thom and Idir’s meteoric rise to the top has has brought it’s challenges, but they’ve always stood by each other. Together they have taken electronic dance music to new levels and their sound is still ever-evolving.